# Amadeu Altafaj i Tardio
Amadeu Altafaj i Tardio (Barcelona, 27 d'abril de 1968) és un periodista català. El 7 de gener de 2015 transcendí que esdevindria representant permanent de la Generalitat de Catalunya davant de la Unió Europea i delegat del govern català a Brussel·les, segons la Generalitat de Catalunya. Va ser cessat el 28 d'octubre de 2017, després de l'aplicació de l'article 155 de la Constitució.

## Trajectòria
Altafaj és periodista de formació i havia iniciat la seva trajectòria a Brussel·les com a corresponsal de la COM, El Mundo i l'ABC. Altafaj fou portaveu del comissari europeu de Desenvolupament i Ajuda Humanitària, Louis Michel. Posteriorment, esdevingué portaveu d'afers econòmics i monetaris i de l'Euro de la Comissió Europea, posició en la qual adquirí certa notorietat a escala europea d'ençà de març de 2010, arran de la crisi econòmica i del deute sobirà que afectà diversos països de la zona euro. Entre els anys 2012 i 2014, fou cap adjunt del gabinet d'Olli Rehn, vicepresident de la Comissió Europea i comissari europeu d'Afers Econòmics i Monetaris i de l'Euro.
El 23 de desembre del 2014, el Consell Executiu de la Generalitat de Catalunya va crear el càrrec de representant permanent de la Generalitat davant la UE, que Amadeu Altafaj ocupà entre gener de 2015 i octubre de 2017, amb rang de director general. També va assumir la direcció de la delegació del govern davant la UE durant aquest període.